# راسلمينيا 29
راسلمينيا 29 هو المهرجان التاسع والعشرون من مهرجانات راسلمينيا الذي يقدمه مؤسسة الدبليو دبليو إي جرى عرضه في 7 أبريل 2013 في ساحة متلايف إستديو في مدينة ايست روثرفورد بولاية نيو جيرسي.

## المباريات بالترتيب
1- شيمس راندي أورتن وبيغ شو ضد الدرع (فوز الدرع)
2- مارك هينري ضد رايباك (فوز مارك هينري)
3- كين ودانيال براين ضد بيغ إي ودولف زيغلر (فوز كين ودنيال براين)
4- كريس جيريكو ضد فان دان غو (فوز فان دان غو)
5- جاك سواغر ضد ديل ريو (فوز ديل ريو)
6- أندرتيكر ضد سي أم بانك (فوز أندرتيكر)
7- بروك ليسنر ضد تريبل ايتش (فور تريبل ايتش)
8- جون سينا ضد ذا روك (فوز جون سينا)

## روابط خارجية
- راسلمينيا 29 على موقع IMDb (الإنجليزية)
- راسلمينيا 29 على موقع قاعدة بيانات الفيلم (الإنجليزية)
- راسلمينيا 29 على موقع كينوبويسك (الروسية)

- الموقع الرسمي